# Combretum hartmannianum
Combretum hartmannianum is een plantensoort uit de familie Combretaceae. Het is een bladverliezende boom, die een groeihoogte kan bereiken tot 25 meter. De boom heeft opvallend hangende bladeren. De soort staat op de Rode Lijst van de IUCN geklasseerd als 'kwetsbaar'.
De soort komt voor in tropisch Noordoost-Afrika, in de landen Soedan, Ethiopië en Eritrea. Hij groeit daar in beboste gebieden met soorten uit de geslachten Combretum en Terminalia, in met bos begroeide grasvlakten op alluviale grond en in grassavannes op droge en leemachtige grond. Uit de stam wordt een gom gewonnen, die uit het wild wordt verzameld. Deze wordt gebruikt als parfum en ter vervanging van Arabische gom.